# P3tv
P3tv ist ein Fernsehsender mit Firmensitz in St. Pölten. Zu empfangen ist P3tv über das Netz der Kabelplus in Niederösterreich (NÖ) und Burgenland in HD digital.

## Geschichte
P3tv hat im August 1995 vom damaligen Netzbetreiber Kabelsignal St. Pölten nach einer Ausschreibung den Zuschlag erhalten, den Betrieb für ein lokales Fernsehprogramm im Kabelnetz aufzunehmen. Begonnen hat der Sender am 12. Dezember 1995 im Süden der Stadt in der Landsberger Straße. Der Sendebetrieb musste zu Beginn – aufgrund der damaligen gesetzlichen Lage – vorerst einige Monate lang mit Standbildern gesendet werden. Lediglich 25 Minuten aktuelles Programm aus St. Pölten wurden einmal pro Woche ausgestrahlt. Zu Beginn wurde das Sendematerial auf M2-Magnetband produziert, danach auf DVCPro-Band. Im Jahr 2000 hat P3tv mit Unterstützung von Rudolf Rotheneder versucht, Videos im Internet verfügbar zu machen, damals noch für ISDN-Leitungen in minderer Qualität.
Seit Jänner 2001 wird das regionale TV-Programm von P3tv digital aufbereitet und via Glasfaserleitung ins Netz der Kabelplus gestellt. Gesendet wird das Programm als MPEG-4-Stream. Wenige Jahre später sind die Videos auch Internet auf der eigenen Website abrufbar. Im Oktober 2005 ist der Sender in ein neues Studio mit 250 m² Büro- und Produktionsfläche übersiedelt. Der Sender war inzwischen Marktführer in der Zentralregion geworden und ist der älteste private Regionalsender Niederösterreichs. Im September 2007 hat die Sparkasse NÖ Mitte West AG bekannt gegeben sich mehrheitlich am Sender zu beteiligen.
Von März 2008 bis April 2013 wurde das Programm zudem über DVB-T verbreitet. Zunächst über den Sender Jauerling, ab Dezember 2008 zusätzlich vom Sender am Klangturm in St. Pölten, beide auf Kanal 38 im Gleichwellenbetrieb. Mit der Außerbetriebnahme der alten DVB-T-Sender (zugunsten von SimpliTV) wurde der terrestrische Sendebetrieb eingestellt.
Im Februar 2010 wurde gemeinsam mit tirol tv ein Transponder über den Satelliten Astra in Betrieb genommen, um Programmfenster alternierend nutzen zu können, darunter P3tv dreimal täglich. Die Verbreitung wurde eingestellt. Ende 2010 hat die Rudolf Vajda GmbH – der Gründer von P3tv – wieder mehrheitlich die Anteile des Regionalsenders von der Sparkasse übernommen.

## Programm
P3tv wird zweimal pro Woche – jeweils am Dienstag und Freitag ab 19:00 Uhr – aktualisiert ausgestrahlt. Eine Ausgabe ist 30 Minuten lang und steht im Rahmen einer Sendeautomation in einer Endlosschleife zur Verfügung. Pro Ausgabe werden zwischen 10 und 12 Beiträge angeboten. Ein Teil des Programms wird seit 2012 über die staatliche Medienförderung der RTR finanziert. Im Übrigen wird das Programm aus Werbung und Produktplatzierung finanziert. Beiträge für Vereine werden kostenpflichtig produziert und gesendet.
Das Programm von P3tv widmet sich vor allem lokalen und regionalen Themen, die für Bewohner des Ballungsraumes St. Pölten und dem Zentralraum von Niederösterreich von Bedeutung sind. Der Sender verfolgt eine „positive Sendephilosophie“, auf Negativberichterstattung im Sinne von Unfällen, Raub, Mord und anderes wird verzichtet. Vielmehr ist es das Ziel der Programmmacher über jene Dinge zu berichten, die für das „große Fernsehen“ oft zu klein sind.
Die Sendung wird zwei Mal wöchentlich (Dienstag und Freitag) aktualisiert und ist in verschiedene Programmblöcke aufgeteilt
- Aufmacher – aktueller Bericht zu einem regionalspezifisches Thema.
- Aktuell – Beiträge über aktuelle Ereignisse, meist politischer, kultureller oder wirtschaftlicher Natur.
- Thema – Meinungsumfragen zu einem aktuellen, breitenwirksamen Thema.
- Leute – Berichte über Personen und Veranstaltungen.
- Sport – lokale, regionale oder überregionale Sportereignisse – zusätzlich alle 14 Tage das P3tv Sportstudio
- Auf ein Wort… – Hubert Wachter spricht mit Prominenten aus Politik, Wirtschaft und Kultur (jedes Monat je 30 Minuten zur aktuellen Sendung)
- Regional – Geschehnisse die nur im weiteren Sinne mit St. Pölten zu tun haben.
- Wirtschaft – Unternehmen haben die Möglichkeit, ihre Produkte über Produktplatzierung zu präsentieren. Eine der Haupteinnahmequellen von P3tv
- Kultur – Berichte von regionalen Ereignissen. Das Festspielhaus, das Schauspielhaus St. Pölten und die Bühne im Hof kommen regelmäßig vor
- Standpunkt – die Sendung des Chefredakteurs zu unterschiedlichen Themen.
- Cinema – Filmvorschau zu aktuellen Filmen
- Unser Heer – Informationen über das Österreichische Bundesheer (vier Mal im Jahr je 12 Minuten)
- Die Chefredakteure – einmal im Monat über aktuelle politische Themen  (jedes Monat je 30 Minuten zusätzlich zur aktuellen Sendung)
- Zweite Heimat – monatliche Beiträge über Menschen mit Migrationshintergrund sowie Themen zur Integration (jedes Monat je 12 Minuten, seit 2013, wofür der Sender 2013 mit dem Journalistenpreis Integration ausgezeichnet wurde.)

## Sendegebiet und Sendezeit
P3tv wird digital in den Kabelnetzen von Kabelplus, sowie im Netz von A1 Kabel TV (IPTV) ausgestrahlt. Weiters auch auf der Senderhomepage als Livestream und als Video-on-Demand.
- Kabelnetz Region Mariazellerland: Annaberg, Mitterbach am Erlaufsee, Sankt Aegyd am Neuwalde
- Kabelnetz Mariazell: Mariazell

Im Netz der Kabelplus sind das 74.000 Haushalte in Niederösterreich und Burgenland, im Netz von A1TV 230.000 Haushalte österreichweit. Das Programm wird immer zur vollen Stunde gestartet und sendet in einer Endlosschleife. Die Dienstagsausgabe ist von Dienstag 19:00 Uhr bis Freitag 19:00 Uhr zu sehen, die Freitagsausgabe von Freitag 19:00 Uhr bis Dienstag 19:00 Uhr. Immer wieder gibt es Sondersendungen, bei denen die Ausgaben von 30 auf 60 Minuten aufgestockt werden.

## Verbreitung
P3tv kann als Livestream über A1TV und auf der Website des Senders empfangen werden, wo auch eine Mediathek angeboten wird. Eine eigene Mobile App für Apple iOS und Android wird seit Juli 2014 angeboten.